# Józef Korzeniewski (malarz)
Józef Korzeniewski (ur. ok. 1732 w Lidzbarku Warmińskim, zm. w 1780, lub w 1781 we Fromborku) – polski malarz, rysownik i ostatni burgrabia fromborski.

## Pochodzenie i edukacja
Józef Korzeniewski był synem Idziego, nadwornego chirurga biskupów warmińskich. Kształcił się w Lidzbarku Warmińskim i kolegium jezuickim w Reszlu. Malarstwa uczył się najprawdopodobniej w Lidzbarku Warmińskim. 

## Kariera
Korzeniewski był nadwornym malarzem biskupów Grabowskiego i Krasickiego. W latach 1766–1772 pełnił urząd burgrabiego we Fromborku. Już jako burgrabia wraz z biskupem pomocniczym Karolem Fryderykiem von Zehmenem informował władze pruskie o stanie gospodarczym Warmii tuż przed I rozbiorem Polski, a także przekazał kataster Warmii z 1718.

## Prace
Znane są tylko prace Korzeniewskiego, które wykonał na zlecenie biskupa Grabowskiego:
- 1762: obraz Święty Jerzy przed sędzią pogańskim dla kościoła w Radostowie
- 1763: obraz Św. Stanisława wskrzeszającego Piotrowina dla kościoła farnego w Lidzbarku (obraz zaginiony)
- obraz Św. Stanisława wskrzeszającego Piotrowina dla kościoła we Franknowie
- 1764: obrazy św. Mikołaja dla kościołów w Grzędzie, Lamkowie i Pogrodziu
- obraz św. Bartłomieja dla kościoła w Piotraszewie
- obraz św. Piotra i Pawła dla kościoła farnego w Reszlu. Obraz spłonął wraz z ołtarzem głównym w czasie pożaru kościoła w 1806.
- obraz Święty Jerzy przed sędzią pogańskim dla kościoła farnego w Lidzbarku Warmińskim; obecnie w ołtarzu głównym lidzbarskiej kaplicy zamkowej.

Uważany jest za twórcę polichromii zdobiącej ściany kaplicy lidzbarskiego zamku. Artysta przedstawił następujące sceny biblijne: trzej aniołowie w gościnie u Abrahama i Sary, ofiarowanie Izaaka, spotkanie Eliezara z Rebeką, drabina Jakubowa, Józef tłumaczy sny faraonowi, spotkanie Józefa z braćmi.